# Ernst Latzko
Ernst Latzko (geb. 1. April 1885 in Wien, Österreich-Ungarn; gest. 1957 ebenda) war ein österreichischer promovierter Jurist, Kapellmeister und Pianist.

## Leben und Wirken
Latzko war zweiter Kapellmeister am Hoftheater Weimar. Sein Lehrmeister war Hugo Riemann. Bevor er nach Weimar kam, betätigte er sich von 1907 bis 1913 als Chorleiter, Pianist und Korrepetitor in Dresden an der Semperoper, womit er sich einiges Ansehen erwarb. In Weimar bekleidete er bis 1927 das Amt des zweiten Kapellmeisters der Staatskapelle. Latzko hatte wohl Kontakt zum Bauhaus, da Bauhausmeister wie Wassily Kandinsky und Paul Klee 1925 bei seiner Eheschließung mit der Sopranistin Mali Trummer Trauzeugen waren. In der Mozartstraße 15 wohnten Ernst Latzko und Mali Trummer, die die Repressalien nationalsozialistischer Verfolgung erfuhren. Bereits 1927 bekam er den Antisemitismus derart zu spüren, dass die Latzkos Staatskapelle und der Stadt Weimar den Rücken kehrten und sich in Leipzig ansiedelten. Dort wurde Latzko Chef der Mitteldeutschen Rundfunk AG. Im Jahre 1933 wurde Latzko entlassen und ging mit seiner Frau nach Prag. Er wurde 1945 nach Theresienstadt deportiert, überlebte jedoch. Er arbeitete als Jurist für die österreichische Botschaft in Prag, gab aber außerdem Musikunterricht und betätigte sich als Liedbegleiter. Im Jahre 1957 kehrte Latzko in seine Geburtsstadt zurück.